# リチャード・グレンヴィル＝テンプル (第2代テンプル伯爵)

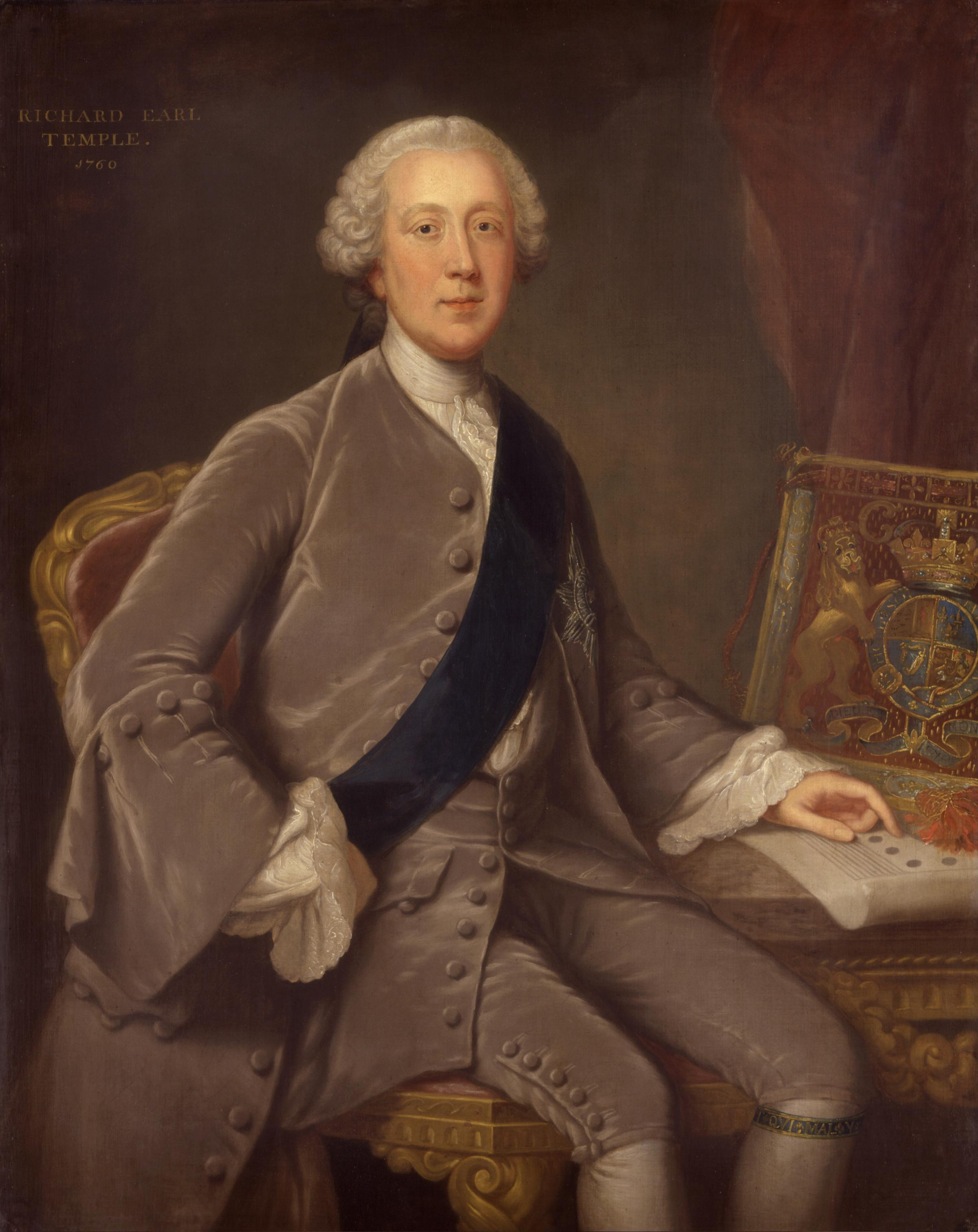
ウィリアム・ホーアによる肖像画、1750年代末の作品。

第2代テンプル伯爵リチャード・グレンヴィル＝テンプル（英語: Richard Grenville-Temple, 2nd Earl Temple KG PC、1711年9月26日 – 1779年9月12日）は、グレートブリテン王国の貴族、政治家。

## 生涯

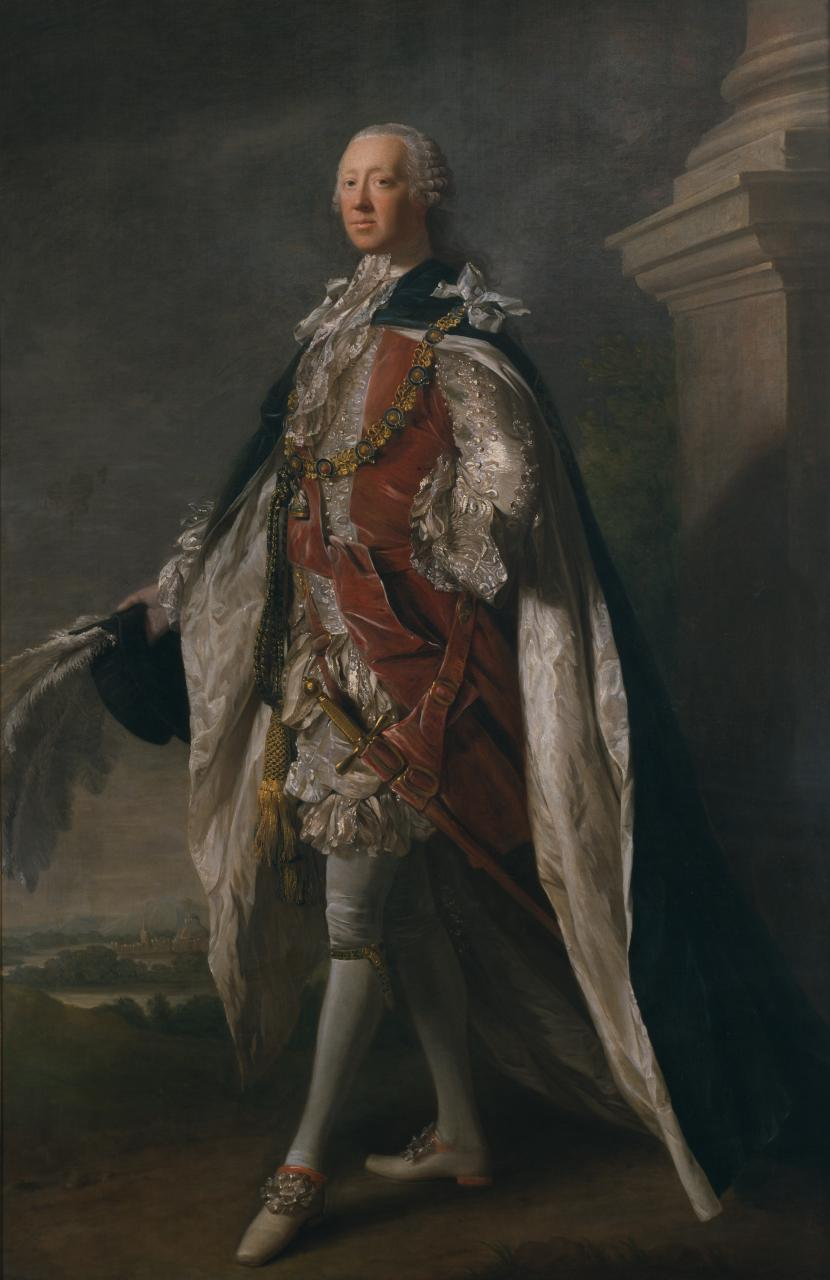
アラン・ラムゼイによる肖像画、1762年。

リチャード・グレンヴィルとヘスター・グレンヴィル（1749年に初代テンプル女伯爵に叙爵）の長男として1711年9月26日に生まれ、1725年から1729年までイートン・カレッジで教育を受けた。1729年から1733年までグランドツアーをして、スイス、イタリア、フランスを旅した。
1734年イギリス総選挙でバッキンガム選挙区から出馬して当選、1741年イギリス総選挙で一旦バッキンガムシャー選挙区に鞍替えしたものの、1747年イギリス総選挙でバッキンガム選挙区に戻った。ロバート・ウォルポールが1742年に失脚すると、弟ジョージとジェームズとともに野党に回り、1744年にジョージが官職を得たことで一時的に与党と和解したが、ヘンリー・ペラムがリチャードやジェームズに官職を与えられなかったため翌年には再び野党に回り、1746年にジェームズが官職を与えられると再び和解した。
1749年に母方の伯父初代コバム子爵リチャード・テンプルが死去すると、政府に働きかけて母のテンプル女伯爵への叙爵を果たし、自身はコバム卿の儀礼称号を使用した。1752年に母が死去すると、テンプル伯爵の爵位と領地を継承、姓に「テンプル」を付け加えた。1754年に妹ヘスターが大ピットと結婚すると、テンプル伯爵は有力な政治盟友を得ることとなり、大ピットは1756年のピット＝デヴォンシャー公爵内閣でテンプル伯爵を海軍卿に起用する（テンプル伯爵は1756年11月19日には枢密顧問官に任命された）など度々引き立てたが、テンプル伯爵は国王ジョージ2世に嫌われ、1757年4月に大ピットとともに罷免された。同年6月に大ピットが復権すると、テンプル伯爵は王璽尚書に就任した。1758年にはバッキンガムシャー統監に任命され、1763年まで務めたほか、1760年2月4日にガーター勲章を授与された。1761年に閣内で対スペイン宣戦が議論されたとき、テンプル伯爵のみが大ピットとともに反対、2人とも同年10月5日に辞任した。
1761年頃より党派心が強くなったとされ、1763年4月に弟ジョージが首相に就任したときは入閣を拒否した。1765年に2人が和解した後、国王ジョージ3世が大ピットに組閣か入閣を要請したが、テンプル伯爵はすでに弟との組閣を目指していたため拒否、最終的に成立した第1次ロッキンガム侯爵内閣と翌年のチャタム伯爵内閣への入閣も拒否した。うち後者では大ピットと同程度の官職任命権を得られなかったため大ピットと決裂、以降はジョージとともに大ピットへの攻撃に終始、1770年にジョージが死去すると政界から引退した。
1779年9月12日に死去、継承者となる男子を儲けなかったため甥ジョージ・ニュージェント＝テンプル＝グレンヴィル（テンプル伯爵の弟ジョージの次男）が爵位を継承した。

## 人物
友人のハリファックス伯爵と同じくクリケット好きであり、1741年8月にはバッキンガムシャー・カウンティ隊のパトロン兼隊長として、ハリファックス伯爵とともにノーサンプトンシャー隊対バッキンガムシャー隊の試合を主催した。

## 家族
1737年、アン・チェンバーと結婚、1女（夭折）をもうけた。